# Списък на политическите партии в Португалия
Португалия има многопартийна система.

## Парламентарно представени партии
| Партия/коалиция                                                                                 | Места в парламента (2015) | Идеология                             |
| ----------------------------------------------------------------------------------------------- | ------------------------- | ------------------------------------- |
| Португалия напред - Социалдемократическа партия - Народна партия                                | 89 18                     | Либерален консерватизъм Консерватизъм |
| Социалистическа партия                                                                          | 86                        | Социалдемокрация                      |
| Ляв блок                                                                                        | 19                        | Демократичен социализъм               |
| Единна демократична коалиция - Португалска комунистическа партия - Екологична партия „Зелените“ | 15 2                      | Комунизъм Зелена политика             |
| Хора - животни - природа                                                                        | 1                         | Зелена политика                       |